# Pilton West
 (mai 2023).
Pilton West est une paroisse civile du Devon, située dans le sud-ouest de l'Angleterre. 